# Soda bread

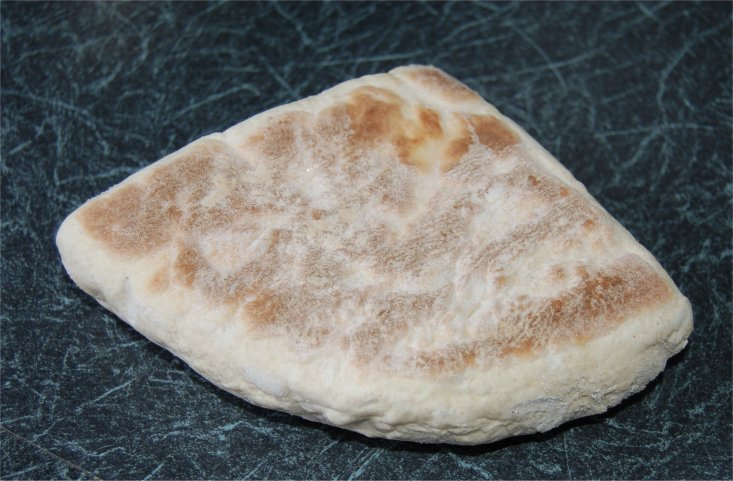
Soda bread

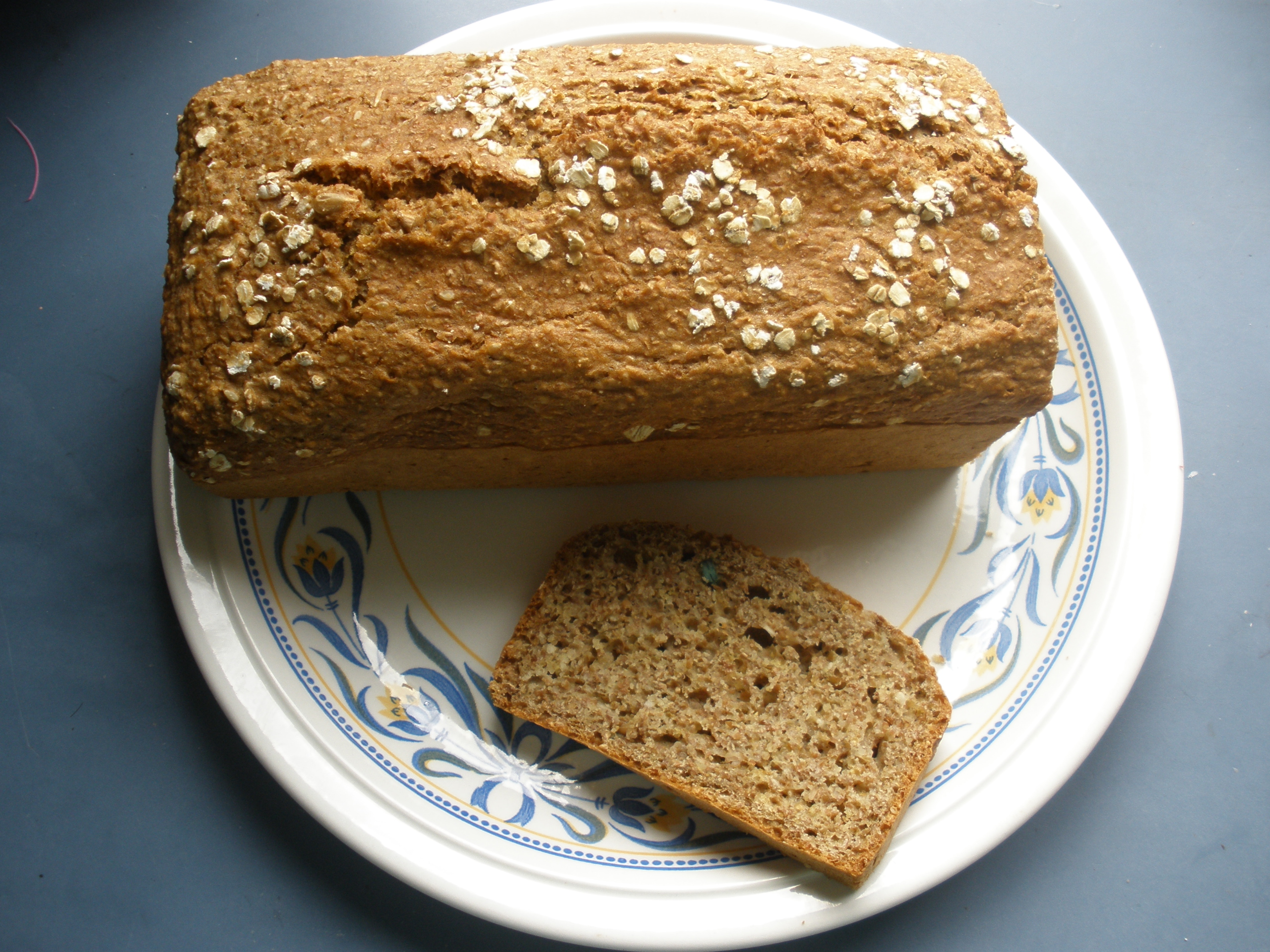
Tmavý irský soda bread

Soda bread je označení pro chléb, ve kterém se jako kypřidlo používá jedlá soda místo droždí. Tento druh chleba je rozšířený především v anglosaských zemích.

## Výroba
Základem obvykle bývá mouka, sůl, jedlá soda a podmáslí. Podmáslí obsahuje kyselou kyselinu mléčnou, která reaguje se sodou a tvoří bublinky oxidu uhličitého.
Někdy se do těsta přidávají i vejce nebo olivový olej. Vyrábí se také sladká verze, do které lze přidat cukr, rozinky, melasu nebo med.

## Rozšíření
Soda bread pravděpodobně vznikl v Severní Americe, mezi prvními evropskými přistěhovalci. Než byla objevena jedlá soda, používal se potaš. První zaznamenaný recept na soda bread pochází z kuchařky The Virginia Housewife z roku 1824.
Chléb je oblíbený především v irské kuchyni. Používá se také ve skotské kuchyni (bannock), australské kuchyni (damper) a v menší míře v mnoha dalších částech světa.
Polská kuchyně zná placky s velmi podobným složením, tzv. proziaki.